# Cathédrale de Rossano
La cathédrale de Rossano ou cathédrale de la Très-Sainte-Vierge-Marie-Acheiropoïète (en italien : cattedrale di Maria Santissima Achiropita) est une église catholique romaine de Rossano, en Italie. Il s'agit de la cathédrale de l'archidiocèse de Rossano-Cariati.

## Histoire et description
La cathédrale a été construite au XIe siècle, avec d'importantes reconstructions aux XVIIIe et XIXe siècles. Elle se compose de trois nefs, une centrale et deux latérales, terminées par trois absides. Le clocher et les fonts baptismaux datent du XIVe siècle, tandis que les autres œuvres d'art et le mobilier datent des XIIe et XIIIe siècles.   

### Maria Santissima Achiropita
La cathédrale abrite une ancienne image acheiropoïète de la Madone qui serait apparue miraculeusement sur une pierre lors de la construction de la cathédrale et qui n'aurait pas été peinte de main d'homme. Elle est datée d'entre 580 à la première moitié du VIIIe siècle.

### Évangiles de Rossano
En 1879, on découvrit dans la sacristie le Codex Purpureus Rossanensis ("Évangiles de Rossano"), un évangéliaire grec du Ve-VIe siècle d'origine moyen-orientale (probablement Antioche), peut-être apporté à Rossano par un moine fuyant les invasions arabes du Moyen-Orient des IXe et Xe siècles.
Le manuscrit se compose de 188 feuilles de parchemin teintée de pourpre contenant les Évangiles de Matthieu  et de Marc et l'Epistula ad Carpianum (lettre d'Eusèbe de Césarée à un chrétien nommé Carpianus). Bien que mutilé et anonyme, ce manuscrit est peut-être le témoignage le plus représentatif des liens byzantins de Rossano. Les textes sont rédigés à l'encre d'or et d'argent, avec 15 miniatures illustrant les moments les plus importants de la vie et de la prédication de Jésus.    

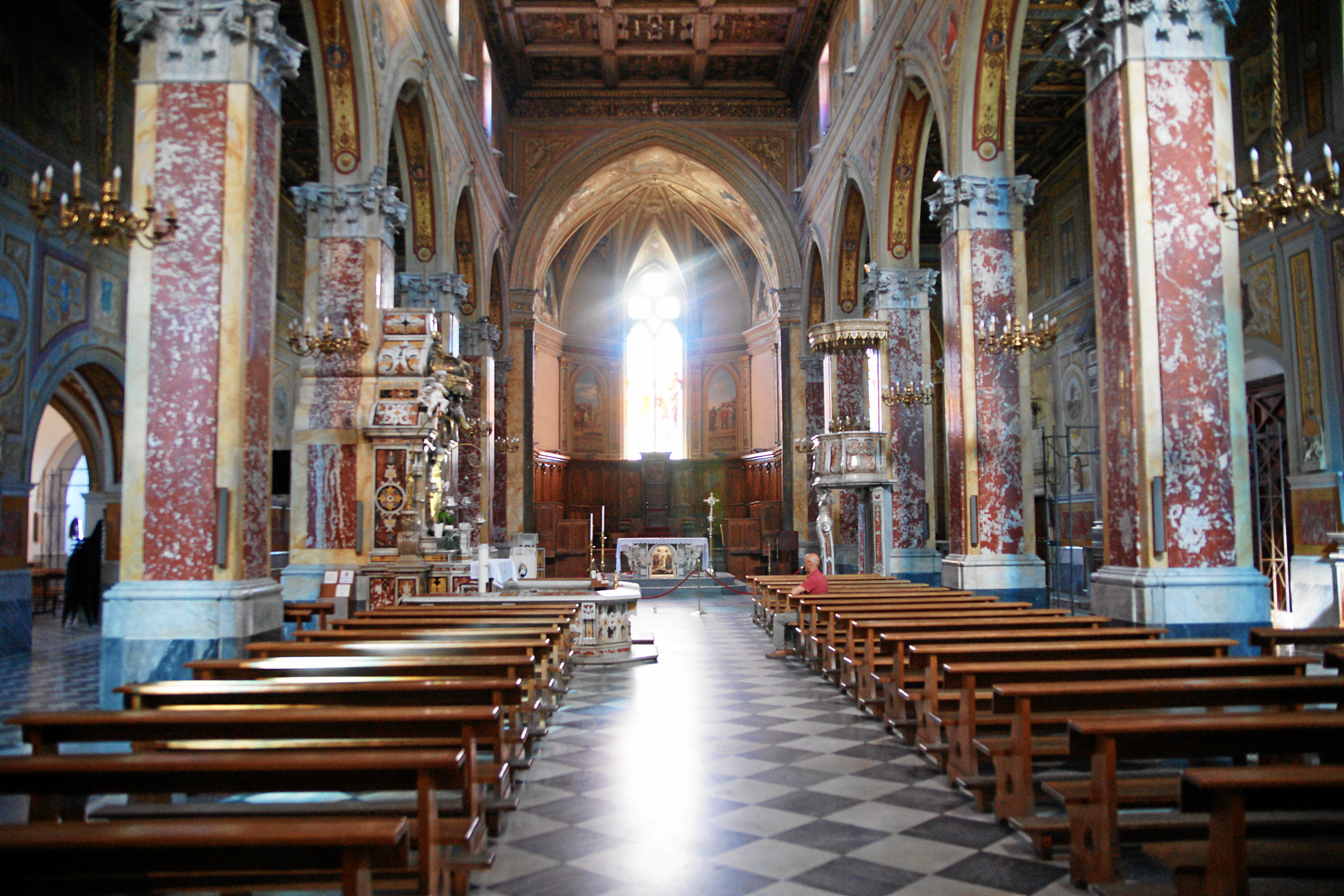
La nef centrale vers le chœur.
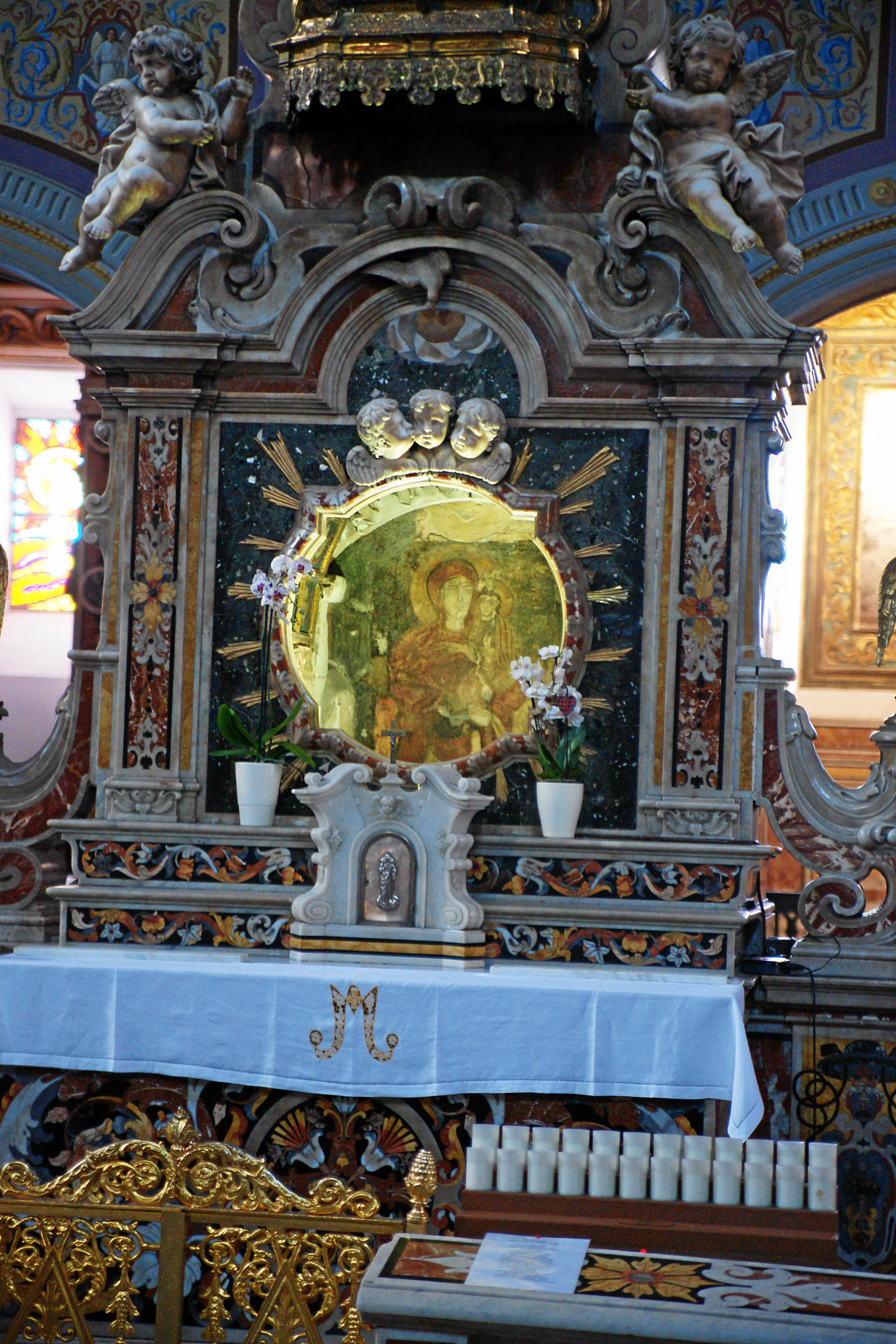
Fresque de la Vierge à l'Enfant acheiropoïète.
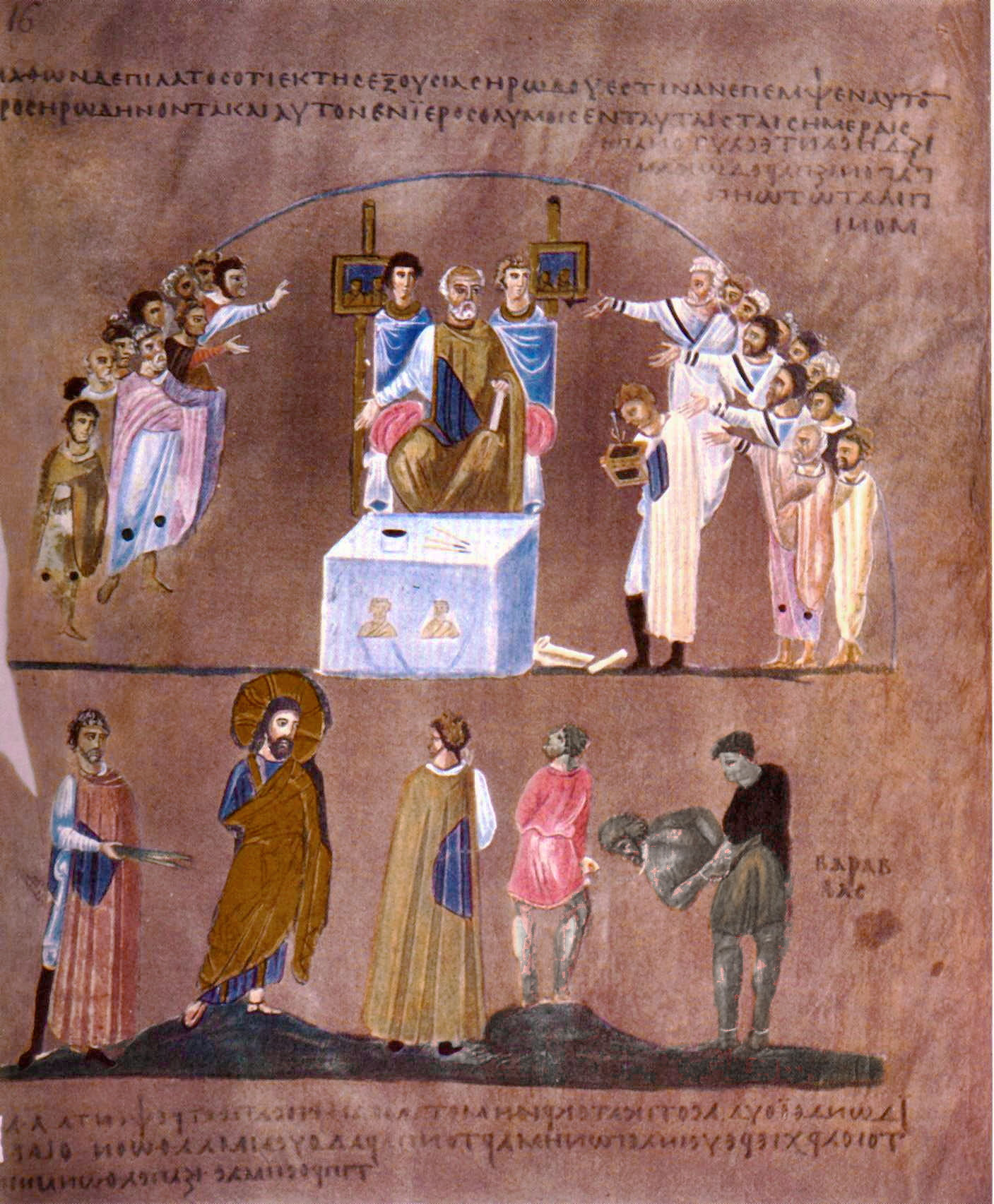
Jésus devant Pilate, Folio 8v du Codex Purpureus Rossanensis, évangéliaire grec enluminé (Ve-VIe siècle).

## Source
- (en) Cet article est partiellement ou en totalité issu de l’article de Wikipédia en anglais intitulé « Rossano Cathedral » (voir la liste des auteurs).

### Articles liés
- Archidiocèse de Rossano-Cariati
- Rossano
- Liste des cathédrales d'Italie
- Liste des cathédrales de la Calabre